# Moi, la femme
Pour plus de détails, voir Fiche technique et Distribution.
Moi, la femme (Noi donne siamo fatte così) est un film italien réalisé par Dino Risi, sorti en 1971.
Le film est composé de douze séquences toutes interprétées par Monica Vitti.

## Synopsis
Le film se compose de douze épisodes, tous avec Monica Vitti :
Monica (Une journée de travail) (scénario de Dino Risi) : au cours d'une journée, Monica du mal à traverser la ville avec un bagage encombrant, jonglant avec la foule, le métro et les repas dans une brasserie. Son travail consiste à jouer des cymbales dans un orchestre, quatre fois en tout. À noter que cet épisode est muet !
Zoe (Romantica) (scénario de Luciano Vincenzoni) : sur le lac de Garde, Zoé rencontre un étranger courtois et lui parle de son dépit amoureux : l'homme avec qui elle était fiancée depuis des années l'a quittée après avoir profité d'elle dans tous les sens du terme. Après une journée de confidences, Zoé couche avec l'étranger.
Annunziata (Mamma) (scénario de Giuseppe Catalano et Dino Risi) : Annunziata, une roturière napolitaine est interviewée par la télévision en tant que mère de 22 enfants. Elle ne s'intéresse pas au contrôle des naissances. Quand elle a essayé des systèmes contraceptifs, ils ont échoué parce que son mari a "du sang fort".
Teresa (Esclave d'amour) (scénario de Luciano Vincenzoni et Dino Risi) : Teresa, violoniste diplômée, vit dans une cabane avec une brute dont elle est très amoureuse et qui l'exploite en faisant d'elle une musicienne itinérante. Dans un réflexe de dignité, un matin, Teresa décide de partir, mais au premier appel violent de l'homme, elle revient lui faire du café.
Alberta (Le monde évolue) (scénario d'Age-Scarpelli) : Alberta et son mari Ferdinando, résidents siciliens cultivés et riches à Rome, donnent vie à un salon culturel dans leur villa. Un soir, lors d'une rencontre avec des amis de la haute société, ils affirment tous deux la nécessité de vivre sereinement et sans complexe la sexualité, se moquant des stéréotypes sur la mentalité sicilienne ; à tel point que lui et ensuite elles énumèrent tranquillement leurs expériences extraconjugales, scandalisant les invités. En réalité, aucun des deux conjoints n'était au courant des infidélités de l'autre : à la fin de la soirée, laissés seuls et fous de jalousie, ils s'entre-tuent après avoir massacré leurs rivaux.
Eliana (Vietnam) (scénario anonyme) : pendant la guerre du Vietnam, le président des États-Unis visite un hôpital militaire et s'informe avec paternalisme de la condition des blessés. Parmi eux, une journaliste italienne, Eliana, qui a été blessée dans un bombardement et amputée d'un bras et d'une jambe. Eliana, initialement muette, ne parle que pour envoyer une remarque en dialecte romain : "Tu les as tous tués !", ce qui fait immédiatement décamper le président et sa suite.
Katherine (Et Dominus venit) (scénario d'Ettore Scola) : lors d'un festival de chants religieux, la religieuse Katherine interprète une chanson où le double sens s'en donne à cœur joie. Les prélats présents sont gênés. 
Erika (La moto) (scénario de Luciano Vincenzoni) : Erika, une motarde acrobate, se produit lors d'une foire de village. Un "commendatore" lui offre cent mille lires en guise de pourboire et lui donne rendez-vous chez lui. Elle accepte et se prête à des jeux érotiques sadomaso dans lesquels l'homme joue le rôle de la moto.
Palmira (Cœur de patron) (scénario de Rodolfo Sonego) : en Vénétie, le propriétaire d'une pâtisserie industrielle exploite ses ouvrières de manière inhumaine, tout en entourant son chien de tout luxe. Palmira, déléguée des travailleuses, organise une grève, dont l'une des premières conséquences est de faire fermenter la levure entreposée dans l'usine. Après quelques palabres, Palmira décide de se rendre seule chez le patron à son domicile. Sur place on lui explique que le patron n'est pas encore rentré mais qu'il va falloir lui annoncer la mort brutale de son chien préféré. Palmira accepte de lui annoncer la nouvelle, puis après une crise de chagrin, le patron finit par promettre à Palmira une augmentation de salaire, mais le lendemain, il a déjà changé d'avis et envoie les carabiniers matraquer les grévistes.
Agata (L'ange du ciel) (scénario d'Ettore Scola) : Agata est une hôtesse de l'air hautement professionnelle, rassurante, attentive aux besoins des passagers et maîtrisant de nombreuses langues étrangères. Sauf que, lors d'une turbulence plus forte que d'habitude, la femme se réfugie dans les toilettes et laisse échapper une crise de panique, maudissant son métier et invoquant des saints dans le dialecte des Pouilles.
Laura (L'allumeuse) (scénario de Luciano Vincenzoni et Dino Risi) : Laura, belle et classe, dîne avec son futur mari dans un restaurant élégant. À une autre table, une femme d'âge moyen est convaincue que Laura regarde ouvertement son mari et est furieuse ; toujours dans la même pièce, un coureur de jupons sicilien et une belle lesbienne l'observent avec insistance. Tous pensent que l'attirance est réciproque. Mais finalement, il s'avère que Laura n'a regardé personne et n'a rien remarqué, car elle est aveugle.
Fulvia (Appelez Rome 21-21) (scénario de Rodolfo Sonego) : dans une émission de radio populaire, les auditeurs peuvent téléphoner pour se défouler en racontant des histoires privées. Fulvia prend la ligne et relate sa détresse d'avoir subi un viol de la part de trois individus répugnants. Non seulement le mari de la femme écoute, mais aussi les violeurs. Fulvia n'hésite pas à communiquer à la radio comment et à quelle heure quelqu'un peut entrer sans difficulté dans son appartement. Evidemment les trois individus ne tardent pas à venir chez elle, Fulvia les attend dans une attitude sensuelle qui ne semble laisser aucun doute sur ses motivations.

## Fiche technique
- Titre original : Noi donne siamo fatte così
- Titre français : Moi, la femme
- Réalisation : Dino Risi
- Scénario : Dino Risi, Luciano Vincenzoni, Giuseppe Catalano, Age-Scarpelli, Ettore Scola et Rodolfo Sonego
- Photographie : Carlo Di Palma
- Montage : Alberto Gallitti
- Musique : Armando Trovajoli
- Pays d'origine : Italie
- Format : Couleur (Technicolor) — 35 mm — 2,35:1 — Son : Mono
- Genre : Comédie
- Date de sortie : 1971

## Distribution
- Monica Vitti : (dans l'ordre des épisodes) la joueuse de cymbale / Zoé / Annunziata / Teresa / Alberta / Eliana / Katherine / Erika / Palmira / Agata / Laura / Fulvia
- Enrico Maria Salerno : le professeur Ivano Borghi, compagnon de voyage de Zoé
- Michele Cimarosa (it) : le mari d'Annunziata
- Ettore Manni : le compagnon de Teresa
- Carlo Giuffré : Ferdinando, le mari d'Alberta
- Ileana Riganò (it) : Marina, la camériste d'Alberta
- Luigi Zerbinati (it) : le fan d'Erika
- Michel Bardinet : le fiancé de Laura
- Tom Felleghy : le mari de Fulvia
- Pasquale Fasciano : le violeur géant
- Vittorio Vittori : le violeur à la tache de vin
- Alberto Plebani (it) : un prélat
- Ettore Geri (it) : l'évêque
- Clara Colosimo : Miss Turin
- Jean Rougeul : le juge
- Jacques Stany
- Greta Vaillant